# أيال ويزمان
بالإنكليزية Eyal Weizman ناشط سلام ومهندس معماري إسرائيلي من مواليد 1970. أسس مجموعة فورينزيك أركيتكشر التي تعنى بجمع الأدلة والصور والفيديوهات لإعادة تجسيد ما جرى في موقع جريمة أثناء حرب أو حادث جريمة. يعتمد عمل المجموعة على جمع الصور من الإنترنت ووسائل التواصل الاجتماعي وفيديوهات شهود العيان وغيرها لأجل إعادة تجسيد ما جرى. عمله كمهندس معماري أتاح له تطوير استخدام شكل سحب القنبلة المنفجرة ووقت بقائها لاستقاء المعلومات منها. قبل تأسيسه لهذه المجموعة كان يعمل كناشط في حقوق الإنسان في الأراضي الفلسطينية.
من أشهر أعماله كتابه Hollow Land: The Architecture of Israel’s Occupation أو "ارض جوفاء: الهندسة المعمارية للاحتلال الإسرائيلي"، والذي تُرجم إلى عدة لغات منها اللغة العربية.